# Chénelette
Chénelette é uma comuna francesa na região administrativa de Auvérnia-Ródano-Alpes, no departamento de Ródano. Estende-se por uma área de 11,02 km². Em 2010 a comuna tinha 334 habitantes (densidade: 30,3 hab./km²).